# Ōta Sukenobu
Ōta Sukenobu est un nom japonais traditionnel ; le nom de famille (ou le nom d'école), Ōta, précède donc le prénom (ou le nom d'artiste).
Ōta Sukenobu (太田 資順) (1762 - 24 novembre 1808) est le 3edaimyō Ōta du domaine de Kakegawa dans la province de Tōtōmi, (moderne préfecture de Shizuoka) au milieu de l'époque d'Edo de l'histoire du Japon.

## Biographie
Ōta Sukenobu est le second fils de Ōta Sukeyasu, précédent daimyō du domaine de Kakegawa, par une concubine. Comme son frère ainé Ōta Suketake meurt en 1785, Sukenobu hérite de la situation de chef du clan Ōta et de la position de daimyō du domaine de Kakegawa à la mort de son père en 1805. L'année suivante, il est nommé sōshaban au château d'Edo au service du shogun Tokugawa Ienari.
Cependant, il décède seulement trois ans plus tard à l'âge relativement jeune de 46 ans. Bien qu'il soit marié à une fille de Niwa Takayasu, daimyō du domaine de Nihonmatsu dans la province de Mutsu et que sa concubine soit une fille de Honda Tadayoshi daimyō du domaine de Yamazaki dans la province de Harima, il n'a qu'une fille et le domaine passe à son frère cadet adopté Ōta Suketoki à sa mort.
Sa tombe se trouve au Myōhokke-ji, temple du clan Ōta situé à Mishima, dans la préfecture de Shizuoka.

## Source de la traduction
- (en) Cet article est partiellement ou en totalité issu de l’article de Wikipédia en anglais intitulé « Ōta Sukenobu » (voir la liste des auteurs).